# Rhodanthe
Genre
Classification phylogénétique
Rhodanthe est un genre de plante à fleurs de la famille des Asteraceae. 
Ce genre décrit, par John Lindley en 1834, fut longtemps considéré comme un synonyme probable du genre Helipterum. Ce n'est qu'en 1992 que Paul Graham Wilson le réhabilite.

## Liste d'espèces
- Rhodanthe chlorocephala (Turcz.) Paul G. Wilson 
  - Rhodanthe chlorocephala subsp. chlorocephala
  - Rhodanthe chlorocephala subsp. rosea (Hook.) Paul G.Wilson
  - Rhodanthe chlorocephala subsp. splendida (Hemsl.) Paul G.Wilson
- Rhodanthe humboldtiana (Gaudich.) Paul G.Wilson
- Rhodanthe manglesii Lindl.
- Rhodanthe maryonii
- Rhodanthe rubella (A.Gray) Paul G.Wilson